# Moerasgraszanger
De moerasgraszanger (Cisticola pipiens) is een zangvogel uit de familie Cisticolidae.

## Verspreiding en leefgebied
Deze soort komt voor in zuidelijk-centraal Afrika en telt drie ondersoorten:
- C. p. congo: van oostelijk Angola tot Burundi en zuidwestelijk Tanzania.
- C. p. pipiens: westelijk Angola.
- C. p. arundicola: van zuidoostelijk Angola en noordoostelijk Namibië tot noordwestelijk Zimbabwe.

## Status
De grootte van de populatie is niet gekwantificeerd maar de soort wordt omschreven als algemeen. Op de Rode lijst van de IUCN heeft deze soort de status niet bedreigd.